# 迪凯·城星国际
迪凯·城星国际位于杭州市上城区城星路98号，为钱江新城的高层写字楼，由东（A幢）、西（B幢）两幢大楼组成。地处钱江国际时代广场东北侧。

## 简介
占地面积1.52万平米，总建筑面积187600平方米，A幢45层、B幢26层。2017年8月完工。
主要入驻公司有招商银行杭州分行、湖州银行杭州分行、华鑫证券杭州分公司、禧玥酒店、全季酒店、桔子水晶酒店等，其中酒店集中分布在B楼。

## 交通
可乘杭州地铁4号线至城星路站B3口到达。